# Pasul Tarnița

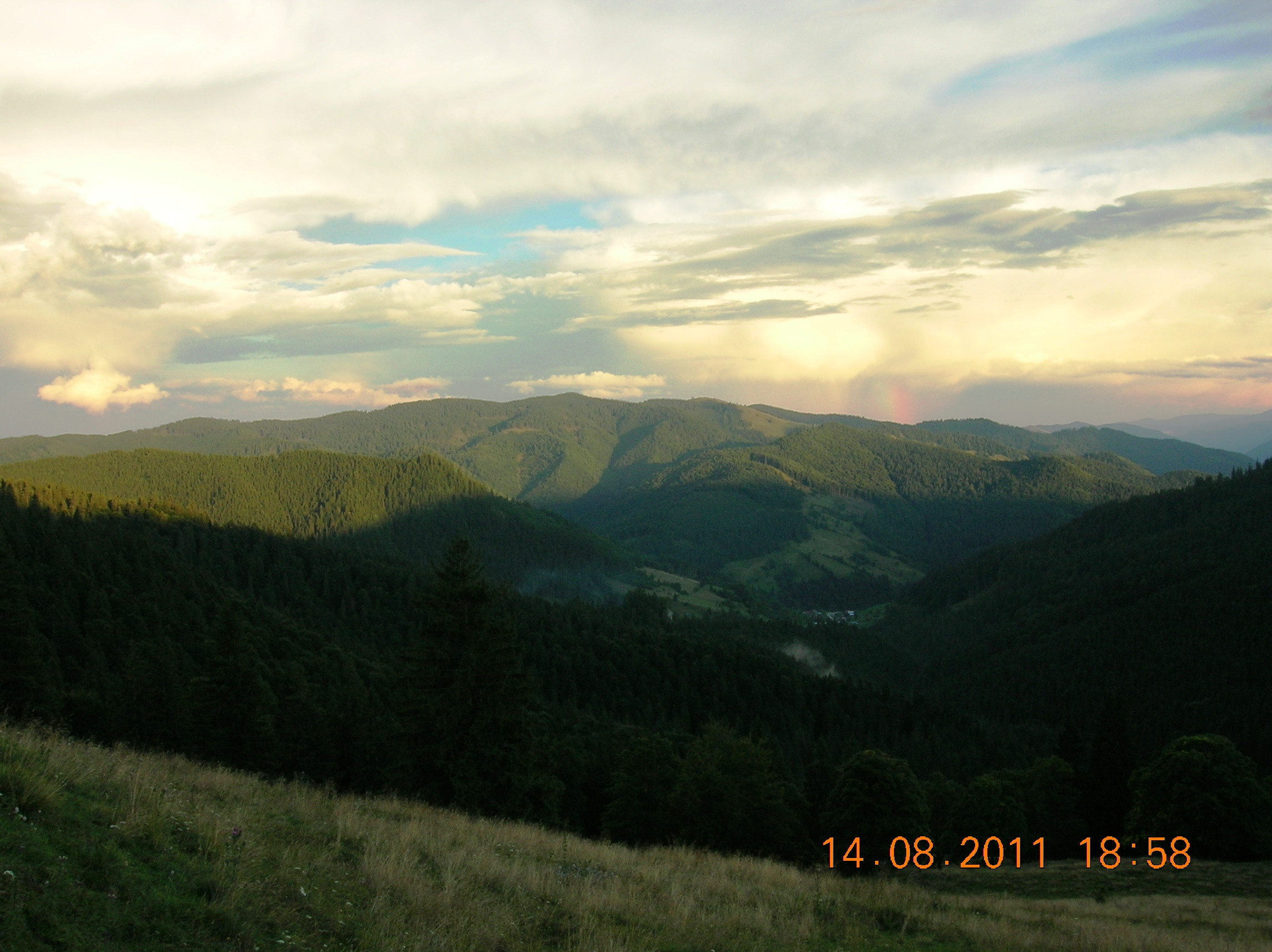
Culmea Munţilor Stânişoarei văzută de sub Pasul Tarniţa - dincolo de crestele din fundal este Pasul Stînișoara.

Pasul Tarnița sau Pasul Puzdrea este o trecătoare situată la  1161 m altitudine pe DJ177A, care face legătura între valea  Bistriței și Depresiunea Ostra, respectiv prin intermediul acesteia cu valea Moldovei.

## Date geografice
Trecătoarea este situată în Munții Stânișoarei, pe culmea dintre Muntele Alunișu - la nord-vest și Muntele Puzdrea la sud-est.
Prin intermediul DJ177A conectează orașul Frasin situat pe DN17 și satul Holda situat pe DN17B, ambele aflate în județul Suceava. La nivelul anului 2013 carosabilul acestui drum era semnificativ degradat și necesita reparații ample, în special la nivelul porțiunii care începea de la ieșirea din Ostra și trece peste Pasul Tarnița pentru a coborî în Holda.
Cea mai apropiată stație de cale ferată se găsește la Frasin.
În apropiere spre sud-est se află Pasul Stânișoara, iar la distanță spre spre sud-vest respectiv nord-est, Pasul Păltiniș și Pasul Mestecăniș.

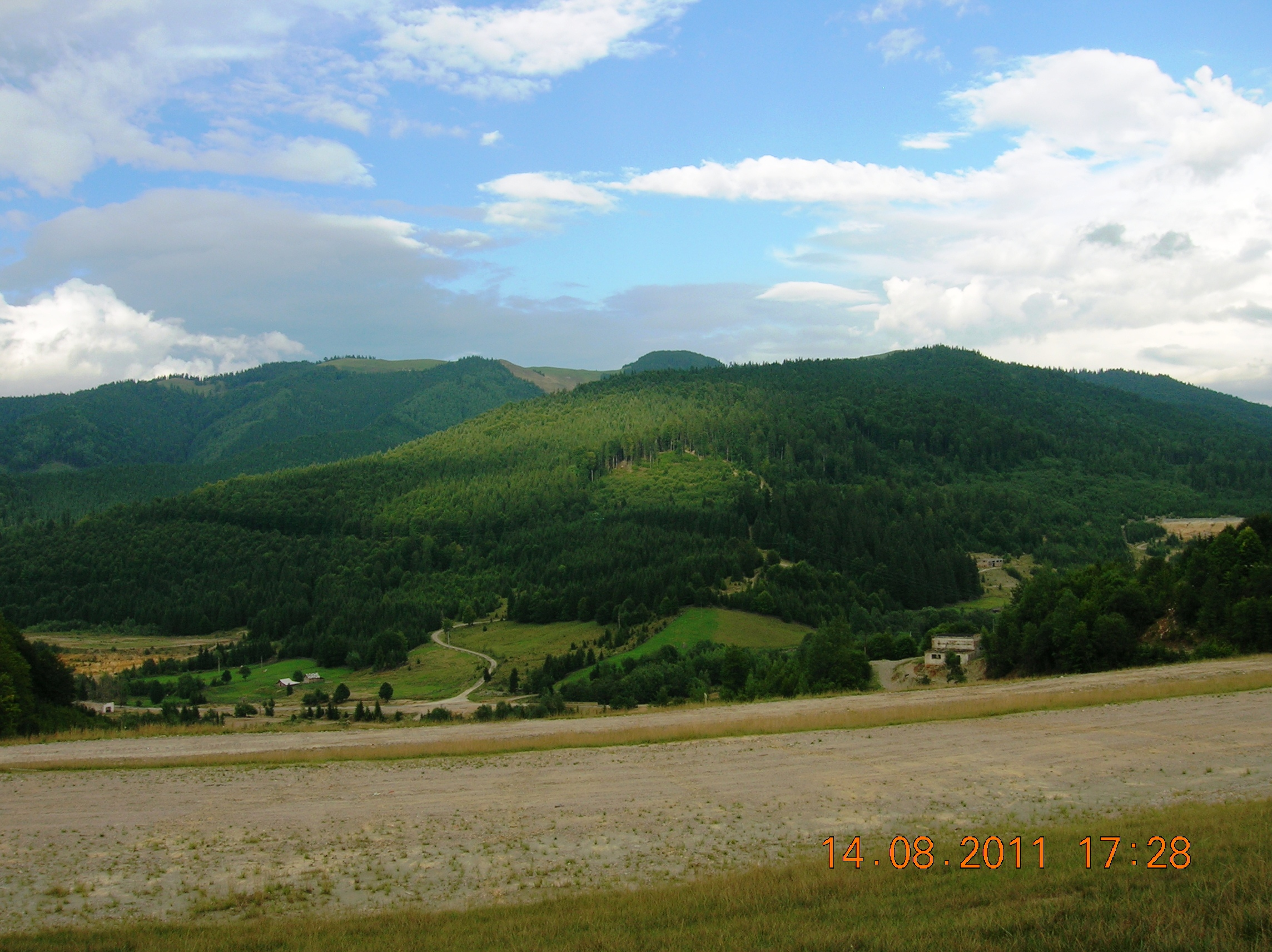
Nordul Munţilor Stânişoara văzut de pe coronamentul Iazului Tărnicioara (Depresiunea Ostra)

## Obiective turistice de interes situate în apropiere
- Codrul secular Slătioara
- Avenul Puzdrea
- Cheile Zugreni